# Лебедево (Крым)
Ле́бедево (до 1948 года Шейх-Эли́; укр. Лебедєве, крымскотат. Şeyh Eli, Шейх-Эли) — исчезнувшее село в Раздольненском районе Республики Крым, располагавшееся на юго-западе района, в степной части Крыма, примерно в 1,5 км южнее современного села Берёзовка.

### Динамика численности населения
| - 1806 год — 110 чел. - 1864 год — 12 чел. - 1892 год — 0 чел. | - 1900 год —14 чел. - 1915 год — 21/3 чел. - 1926 год — 130 чел. |

## История
Идентифицировать Шеих-Эли среди, зачастую сильно искажённых, названий деревень в Камеральном Описании Крыма… 1784 года пока не удалось, особенно, учитывая, что в этих местах пересекались юрисдкции Каракуртскогокадылык Бахчисарайского и Шейхелского кадылык Козловскаго каймаканств. После присоединения Крыма к России (8) 19 апреля 1783 года, (8) 19 февраля 1784 года, именным указом Екатерины II сенату, на территории бывшего Крымского ханства была образована Таврическая область и деревня была приписана к Евпаторийскому уезду. После павловских реформ, с 1796 по 1802 год входила в Акмечетский уезд Новороссийской губернии. По новому административному делению, после создания 8 (20) октября 1802 года Таврической губернии, Шейх-Эли был включён в состав Хоротокиятской волости Евпаторийского уезда.
По Ведомости о волостях и селениях, в Евпаторийском уезде с показанием числа дворов и душ… от 19 апреля 1806 года в деревне Шеих-Эли числилось 20 дворов и 110 крымских татар. На военно-топографической карте генерал-майора Мухина 1817 года деревня Шиих ели обозначена состоящей из 2-х участков с 12 дворами в обеих. После реформы волостного деления 1829 года Шеих Эли, согласно «Ведомости о казённых волостях Таврической губернии 1829 года» отнесли к Аксакал-Меркитской волости (переименованной из Хоротокиятской). На карте 1836 года в деревне 17 дворов. Затем, видимо, вследствие эмиграции крымских татар в Турцию, деревня заметно опустела и на карте 1842 года Шейх-Эли обозначен условным знаком «малая деревня», то есть, менее 5 дворов.
В 1860-х годах, после земской реформы Александра II, деревню приписали к Курман-Аджинской волости. Согласно «Памятной книжке Таврической губернии за 1867 год», деревня была покинута, в результате эмиграции крымских татар, особенно массовой после Крымской войны 1853—1856 годов, в Турцию и вновь заселена под тем же названием русскими крестьянами и городскими мещанами, а также молдаванами австрийскими подданными. В «Списке населённых мест Таврической губернии по сведениям 1864 года», составленном по результатам VIII ревизии 1864 года, Шейх-Эли — владельческая деревня, с 2 дворами и 12 жителями. По обследованиям профессора А. Н. Козловского 1867 года, вода в колодцах деревни была солоноватая, а их глубина колебалась от 10 до 15 саженей (от 20 до 30 м). На трехверстовой карте Шуберта 1865—1876 года в деревне Шейх-Эли обозначено 4 двора. В «Памятной книге Таврической губернии 1889 года» Шейх-Эли не записан вовсе. В «…Памятной книжке Таврической губернии на 1892 год», о деревне Шейх-Эли, входившей в Дениз-Байчинский участок, никаких сведений, кроме названия не приведено.
Земская реформа 1890-х годов в Евпаторийском уезде прошла после 1892 года, в результате Шейх-Эли приписали к Агайской волости.
По «…Памятной книжке Таврической губернии на 1900 год» на хуторе Шеих-Эли числилось 14 жителей в 1 дворее. По Статистическому справочнику Таврической губернии. Ч.II-я. Статистический очерк, выпуск пятый Евпаторийский уезд, 1915 год, в деревне Шейх-Эли Агайской волости Евпаторийского уезда числилось 3 двора со смешанным населением (1 двор с землёй, 2 — безземельные) в количестве 21 человек приписных жителей и 3 — «посторонних», из которых 12 мужчин и 12 женщин. Жители владели 707 десятинами удобной земли. В хозяйствах имелось 30 лошадей, 6 волов, 6 коров и 90 голов мелкого скота.
После установления в Крыму Советской власти, по постановлению Крымревкома от 8 января 1921 года № 206 «Об изменении административных границ» была упразднена волостная система и село вошло в состав Бакальского района Евпаторийского уезда, а в 1922 году уезды получили название округов. 11 октября 1923 года, согласно постановлению ВЦИК, в административное деление Крымской АССР были внесены изменения, в результате которых округа были отменены, Бакальский район упразднён и село вошло в состав Евпаторийского района. Согласно Списку населённых пунктов Крымской АССР по Всесоюзной переписи 17 декабря 1926 года, в состав Агайского сельсовета Евпаторийского района входили сёла: Шеих-Эли Новый — 10 дворов, все крестьянские, население составляло 59 человек, из них 35 русских, 23 украинца, 1 армянин; Шеих-Эли Старый — 10 дворов, 42 человека: 22 русских, 19 молдаван, 1 немец и Шеих-Эли (татарский) — 6 дворов, 29 жителей-татар. После создания в 1935 году Ак-Шеихского района (переименованного в 1944 году в Раздольненский) Шеих-Эли включили в его состав — на километровой карте Генштаба 1941 года только развалины двух небольших сёл.
В 1944 году, после освобождения Крыма от фашистов, согласно Постановлению ГКО № 5859 от 11 мая 1944 года, 18 мая крымские татары были депортированы в Среднюю Азию. С 25 июня 1946 года Шеих-Эли в составе Крымской области РСФСР. Указом Президиума Верховного Совета РСФСР от 18 мая 1948 года, Шеих-Эли переименовали в Лебедево. 26 апреля 1954 года Крымская область была передана из состава РСФСР в состав УССР. Время включения в Берёзовский сельсовет пока не установлено: на 15 июня 1960 года село уже числилось в его составе. Указом Президиума Верховного Совета УССР «Об укрупнении сельских районов Крымской области», от 30 декабря 1962 года село присоединили к Черноморскому району. 1 января 1965 года, указом Президиума ВС УССР «О внесении изменений в административное районирование УССР — по Крымской области», вновь включили в состав Раздольненского. Официально присоединено в селу Берёзовка в период с 1968 года, когда Лебедево ещё числилось в составе Березовского сельсовета, по 1977 год, когда уже значится в списке объединённых, но, исходя из имеющихся данных по местоположению, это было укрупнение — переселение жителей в центральую усадьбу с ликвидацией прежнего поселения.

## Шейх-Эли (вакуф)
Встречается только в Статистическом справочнике… 1915 года, согласно которому в деревне Шейх-Эли (вакуф) Агайской волости Евпаторийского уезда числилось 8 дворов с татарским населением в количестве 30 человек приписных жителей и 5 — «посторонних», из которых 18 мужчин и 17 женщин. Жители землёй не владели, в хозяйствах имелось 42 лошади и 8 коров.